# Liste des seigneurs de Maillé
 (aout 2017).
Liste des seigneurs de Maillé

## SeigneursdeSaumur

- ???? - ???? Gelduin Ier de Saumur, Seigneur de Maillé (Luynes), d'Ussé et de Pontlevoy.

- ???? - ???? Gelduin II de Saumur, fils du précédent, il participe à la Bataille de Montrichard en 1016 et au Siège de Montboyau en 1026 au côté du Comte de Touraine, il perd Saumur tombée entre les mains du Comte d'Anjou Foulques Nerra. Il cède Maillé à un de ses féal, Gosbert.

## Famille de Maillé
- ???? - ???? Gosbert de Maillé

D'or à trois fasces nébulées de gueules.,

- ???? - ap. 1062 :  Hardouin de Maillé, fils du précédent, seigneur de Maillé.

- ???? - ???? :  Gelduin de Maillé, frère du précédent, seigneur de Maillé. Son épouse se nomme Agnès.

- ???? - ???? :  Hardouin II de Maillé (av. 1084 - ap. 1096), fils du précédent. Bâtit l’église de Saint-Venant, et son château est pris par Foulques le Réchin. Son épouse se nomme Beatrix. Les Maillé deviennent vassaux des Comtes d'Anjou.

- ???? - ???? : Jaquelin de Maillé, (av. 1118-ap. 1151) fils du précédent, baron de Maillé. Il accompagne Foulques V d'Anjou, dans ses campagnes contre Henri Ier d'Angleterre et notamment assiste à la Bataille de Séez. Il accompagne Geoffroy V d'Anjou à son mariage avec Mathilde d'Angleterre. Son épouse se nomme Adeline.

- ???? - ???? : Hardouin III de Maillé, fils du précédent, baron de Maillé.

- ???? - ???? : Hardouin IV de Maillé (av. 1222-ap. 1229), fils du précédent, seigneur de Maillé, sénéchal du Poitou. Avec Amaury Ier de Craon, il se porte au secours des barons bretons en révolte contre leur duc Pierre de Dreux. Son épouse se nomme Emme.

- ???? - ???? : Hardouin V de Maillé, fils du précédent, seigneur de Maillé. Il fit le voyage en Terre Sainte avec Saint Louis. Il fut marié 2 fois, la première avec N. de Champchevrier et la seconde avec Jeanne de Bauçay (-en-Loudunais : Baussay à Mouterre-Silly) dame de Benais en partie (la part principale de Benais est transmise par la nièce de Jeanne, Eustach(i)e de Bauçay fille d'Hugues IX sire de Baussay et Champigny, à son mari André de Montmorency-Laval seigneur de Loué et Châtillon-en-Vendelais, fils de Guy VIII et ancêtre de Jean et Gilles ci-dessous).

- ???? - ???? : Hardouin VI de Maillé (av. 1303-1336), fils du précédent, Chevalier, seigneur de Maillé. Il accompagne Philippe le Bel dans les guerres de Flandre. Il épouse Jeanne de Montbazon, fille de Barthélemy Ier x Marie de Dreux, Dame d'Isernay, Boisrobert et de l'Archeraye.

- 1336 - ???? : Hardouin VII de Maillé (av. 1336-1381), fils du précédent, Chevalier, baron de Maillé. Il se trouve à la bataille où Eudes IV de Bourgogne battit l'armée d'Édouard III d'Angleterre. Il épouse Mahaud Le Vayer, après sa mort elle se remarie avec Jean de Laval seigneur de Loué petit-fils d'André ci-dessus.

- 1381 - ???? : Hardouin VIII de Maillé (av. 1381- 1432), Baron de Maillé et de Rochecorbon, Seigneur de Bauçay et des Montils-lès-Tours, fils du précédent, il épouse en 1412 Petronelle d'Amboise, fille d'Ingelger II et petite-fille d'Ingelger Ier, qui lui apporte la Baronnie de Rochecorbon, la vicomté de Tours et la terre des Montils. Il assiste au sacre de Charles VIII de France à Reims.

- 1432 - vers 1463 Hardouin IX de Maillé, Baron de Maillé, Sénéchal de Saintonge, fils du précédent, vend la seigneurie de Montils-les-Tours (Plessis) à Louis XI contre l'union des seigneuries de Maillé, Rochecorbon et la Vicomté de Tours sous les mêmes foi et hommage et pour 5500 écus d'or. Il épousa Antoinette de Chauvigni, Dame de Châteauroux et Vicomtesse de Brosse.

- ???? - ???? : François de Maillé, fils du précédent, seigneur de Maillé, de la Rochecorbon, vicomte de Tours et de Brosse. Il épousa Marguerite de Rohan-Guéméné, fille de Louis II et baronne de Pontchâteau.

- ???? - ???? : Françoise de Maillé, (vers 1493- † entre 1518 et 1534), vicomtesse de Brosse, baronne de Pontchâteau, dame de Maillé, de (La) Rochecorbon (et de La Haye-en-Touraine et de La Motte-Saint-Heraye par son mariage), fille aînée du précédent, petite-fille de Hardouin IX, porta par mariage vers 1500 les terres de Maillé, Rochecorbon et Pontchâteau, plus la vicomté de Brosse, à Gilles de Laval (sire/baron de Loué, Benais, Bressuire..., issu d'André x Eustache de Bauçay ci-dessus).

## Famille de Laval

Armoiries de la famille Laval-Montmorency

- ???? - av. 1552 : Gilles Ier de Laval-Montmorency, seigneur de Loué et de Benais, de Bressuire, Maillé, la Rochecorbon, la Motte-Saint-Heraye et de Pont-Château, vicomte de Brosse. Il a épousé vers 1500 Françoise de Maillé.

- vers 1550 - 1559 : Gilles II de Laval-Montmorency, fils du précédent, chevalier, seigneur de Loué, Maillé, Bressuire, la Rochecorbon, vicomte de Brosse. Il a épousé en 1536, Louise de Sainte-Maure[3], fille de Jean, comte de Nesle.

- 1559 - 1562 : René de Laval-Montmorency (1546-1562), fils du précédent, baron de Maillé, châtelain de la Rochecorbon. Il avait épousé, vers 1559, Renée de Rohan, fille de Louis V de Rohan-Guémené, seigneur de Montbazon et de Guémené. Elle se remaria à Jean, son beau-frère ;

- 1562 - 1578 : Jean de Laval-Montmorency, (1542-1578), frère du précédent, marquis de Nesle, comte de Joigny et de Maillé, vicomte de Brosse, baron de Bressuire, de la Roche-Chabot, La Motte-Saint-Heraye, etc. fait ériger Maillé en Comté en 1572. Chevalier de l'ordre du roi, gentilhomme de sa chambre, capitaine d'une compagnie de cent gentilshommes de la maison du roi Henri III. Sa sœur Gabrielle assurera la suite des marquis de Nesle.

- 1578 - 1590 : Guy III de Laval-Montmorency, (1565-1590), fils du précédent, marquis de Nesle, comte de Joigny et de Maillé, vicomte de Brosse, baron de Bressuire et de la Motte-Saint-Heraye, etc. , mourut, sans enfants, d'une blessure qu'il reçut à la bataille d'Ivry en 1590, combattant pour le roi Henri IV. Il épousa Marguerite Hurault de Cheverny fille du chancelier Philippe, qui après sa mort se remarie en secondes noces avec Anne d'Anglure, seigneur de Givry-en-Argonne, puis en troisièmes avec Armand ou Arnaud Le Dangereux.

- ???? - ???? : Arnaud/Armand Le Dangereux, seigneur de Beaupuy et Comte de Maillé, fils des précédents.

## Famille deLuynes

Armes des Ducs de Luynes issus de la Famille d'Albert : Écartelé : I et IV, d'or, au lion de gueules, armé, lampassé et couronné d'azur (d'Albert) ; II et III, d'azur à deux loups rampant d'argent affrontés (de Ségur) ; sur-le-tout, de gueules à une masse d'armes d'or garnie de sable et posée en pal, au chef d'argent chargé d'un gonfanon de gueules (de Sarrats).'

- 1619 - 1621 Charles d'Albert de Luynes (1578-1621), favori de Louis XIII, premier duc de Luynes et pair de France (1619), maréchal de France, connétable de France, grand fauconnier de France, chevalier du Saint-Esprit, mari de Marie de Rohan-Montbazon arrière-petite-fille de Marguerite de Laval (fille de Guy XVI) et Louis V de Rohan-Guéméné ci-dessus. Il achète le comté de Maillé en Touraine en 1619, qui prend son nom, Luynes, et est érigé immédiatement en duché-pairie par Louis XIII.
- 1621-1690 : Louis Charles d'Albert de Luynes (1620-1690), fils du précédent, 2e duc de Luynes
- 1690-1712 : Charles Honoré d'Albert de Luynes (1646-1712), fils du précédent, 3e duc de Luynes
- 1712-1758 : Charles Philippe d'Albert de Luynes (1695-1758), petit-fils du précédent, 4e duc de Luynes
- 1758-1771 : Marie-Charles-Louis d'Albert de Luynes (1717-1771), fils du précédent, 5e duc de Luynes
- 1771-1807 : Louis Joseph Charles Amable d'Albert de Luynes (1748-1807), fils du précédent, 6e duc de Luynes
- 1807-1839 : Charles Marie Paul André d'Albert de Luynes (1783-1839), fils du précédent, 7e duc de Luynes
- 1839-1867 : Honoré Théodoric d'Albert de Luynes (1803-1867), fils du précédent, 8e duc de Luynes
- 1867-1870 : Charles Honoré Emmanuel d'Albert de Luynes (1846-1870), petit-fils du précédent, 9e duc de Luynes.
- 1870-1924 : Honoré Charles d'Albert de Luynes (1868-1924), fils du précédent, 10e duc de Luynes
- 1924-1993 : Philippe d'Albert de Luynes (1905-1993), fils du précédent, 11e duc de Luynes
- 1993-2008 : Jean d'Albert de Luynes (1945-2008), fils du précédent, 12e duc de Luynes
- Depuis 2008  : Philippe d'Albert de Luynes (1977- ), fils du précédent, 13e duc de Luynes

## Sources
- Promenades pittoresques en Touraine, histoire, légendes, monuments, paysages; Casimir Chevalier, A. Mame, 1869 - 592 pages.
- Histoire de Touraine jusqu'à l'année 1790, Volume 3, Jean-Louis Chalmel, 1828.